# Bob Cook Memorial Mount Evans Hill Climb
Das Bob Cook Memorial Mount Evans Hill Climb (früher Mount Evans Hill Climb) ist ein Bergrennen im Radsport, das jährlich im Juli auf dem Mount Blue Sky (ehemals Mount Evans) (4350 m hoch) nahe Idaho Springs, Colorado, in den Vereinigten Staaten ausgetragen wird.

## Das Rennen
Das Rennen wurde erstmals im Jahre 1962 organisiert; seitdem fand es jährlich statt, bis auf drei Ausnahmen: zwei Mal fiel es aus wegen Schnees, und einmal 1996 wegen der Olympischen Spiele in Atlanta. Ursprünglich hieß es Mount Evans Hill Climb, bis es 1981 in Bob Cook Memorial Mount Evans Hill Climb benannt wurde nach dem fünfmaligen Sieger Bob Cook, der im selben Jahr im Alter von 23 Jahren an einem Hirntumor gestorben war.
Das Rennen geht über eine Strecke von 41,1 Kilometer auf der höchstgelegenen asphaltierten Straße der USA. Es beginnt auf einer Höhe von 2298 Meter und endet auf 4306 Meter Höhe, 39 Meter unter dem Berggipfel des Mount Evans. Der Mount Evans Scenic Byway (Colorado State Highway 5) bildet das letzte Stück des Weges. Die Konkurrenz ist als Jedermannrennen konzipiert und wird von den örtlichen Radsportvereinen betreut; jährlich gehen zwischen 600 und 1000 Fahrer an den Start.

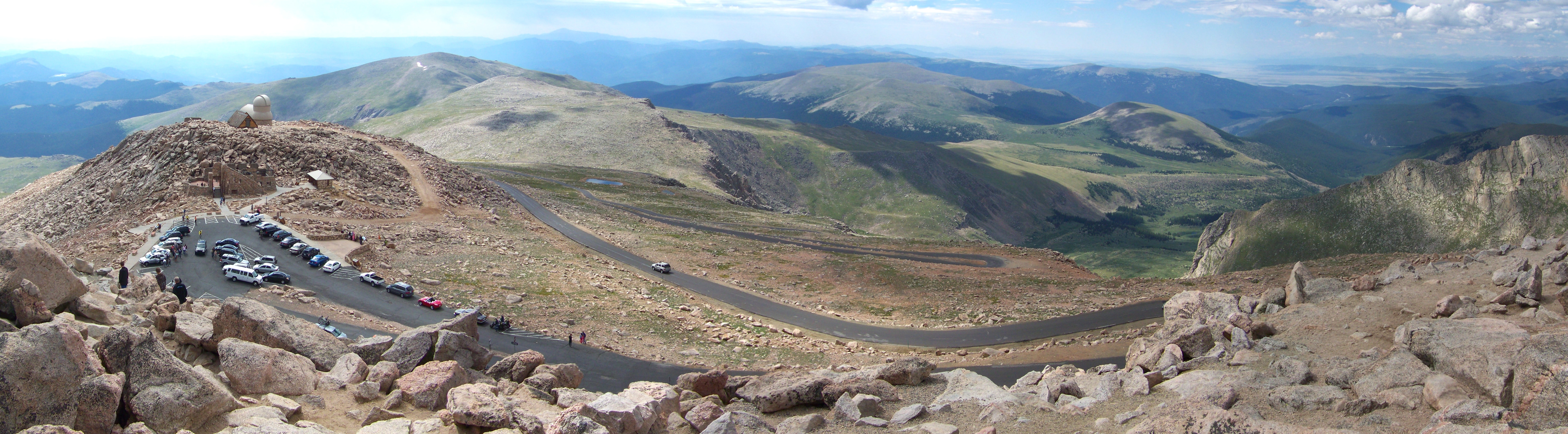
Blick auf die Rennstrecke, den Mount Evans Scenic Byway

## Rekorde
Von 1975 bis 1980 hielt Bob Cook den Rekord, in den ersten drei Jahren, als er Rekordhalter war, war er noch Juniorfahrer. Der momentane Rekord wurde 2004 von Tom Danielson mit 1 Stunde, 41 Minuten und 20 Sekunden aufgestellt. Den Rekord der Frauen hält seit 1998 die mehrfache französische Weltmeisterin und Olympiasiegerin Jeannie Longo-Ciprelli mit 1:59:19 Stunde.

## Resultate

Landkarte mit Rennstrecke

| Männer |                               |            |
| #      | Name                          | Zeit       |
| 2023   | Eric Levinsohn                | 1:53:18    |
| 2022   | Lachlan Morton                | 1:52:22    |
| 2021   | Oronte Emerson                | 1:54:08,72 |
| 2020   | nicht ausgetragen             |            |
| 2019   | Keegan Swirlbul               | 1:43:52,80 |
| 2018   | Gregory Daniel                | 1:49:51,60 |
| 2017   | Chad Haga                     | 1:43:39    |
| 2016   | Chris Butler                  | 1:50:19    |
| 2015   | Lachlan Morton                | 1:48:05    |
| 2014   | Fortunato Ferrara             | 1:51:22    |
| 2013   | Christopher Carr              | 1:57:16    |
| 2012   | LeRoy Popowski                | 1:51:02    |
| 2011   | LeRoy Popowski                | 1:57:36    |
| 2010   | Peter Stetina                 | 1:50:20    |
| 2009   | Tom Danielson                 | 1:42:09    |
| 2008   | Kevin Nicol                   | 1:53:21    |
| 2007   | Tom Danielson                 | 1:43:04    |
| 2006   | Scott Moninger                | 1:49:52    |
| 2005   | Scott Moninger                | 1:52:50    |
| 2004   | Tom Danielson                 | 1:41:20    |
| 2003   | Jonathan Vaughters            | 1:49:29    |
| 2002   | Scott Moninger                | 1:50:20    |
| 2001   | Scott Moninger                | 1:46:56    |
| 2000   | Scott Moninger                | 1:49:42    |
| 1999   | Jonathan Vaughters            |            |
| 1998   | Scott Moninger                | 1:52:16    |
| 1997   | Jonathan Vaughters            | 1:53:54    |
| 1996   | nicht ausgetragen             |            |
| 1995   | Mike Engleman                 | 1:46:32    |
| 1994   | Mike Engleman                 | 1:50:35    |
| 1993   | Mike Engleman                 | 1:56:57    |
| 1992   | Mike Engleman                 | 1:45:30    |
| 1991   | Mike Engleman                 | 1:51:41    |
| 1990   | Alexi Grewal                  | 1:46:29    |
| 1989   | nicht ausgetragen             |            |
| 1988   | Tom Resh                      | 1:51:56    |
| 1987   | Todd Gogulski                 | 1:54:07    |
| 1986   | Ned Overend                   | 1:49:22    |
| 1985   | Ned Overend                   | 1:49:53    |
| 1984   | Alexi Grewal                  | 1:47:51    |
| 1983   | Todd Gogulski                 | 1:53:43    |
| 1982   | Don Spence                    | 1:58:12    |
| 1981   | Alexi Grewal                  | 1:57:36    |
| 1980   | Bob Cook                      | 1:54:55    |
| 1979   | nicht ausgetragen             |            |
| 1978   | Bob Cook                      | 1:54:27    |
| 1977   | Bob Cook                      | 1:55:43    |
| 1976   | Bob Cook                      | 1:57:50    |
| 1975   | Bob Cook                      | 2:02:55    |
| 1974   | Jack Janelle                  | 2:05:09    |
| 1973   | Jack Janelle                  | 2:05:32    |
| 1972   | Bob Poling                    | 2:11:41    |
| 1971   | Kalman Halasi                 | 2:14:35    |
| 1970   | Kalman Halasi                 | 2:22:49    |
| 1969   | Stan Justice                  | 2:19:23    |
| 1968   | Mike Dennis                   | kA         |
| 1967   | Resultate unbekannt           |            |
| 1966   | Stuart Baillie                | 2:14       |
| 1965   | Michael Hiltner               | 2:09:55    |
| 1964   | Stuart Baillie                | 2:08:07    |
| 1963   | Stuart Baillie                | 2:24       |
| 1962   | Stuart Baillie/ Adolph Weller | 2:28       |

| Frauen |                        |            |
| #      | Name                   | Zeit       |
| 2023   | Ashley Frye            | 2:27:05    |
| 2022   | Kyleigh Spearing       | 2:27:32    |
| 2021   | Aimee Vasse            | 2:25:28,68 |
| 2020   | nicht ausgetragen      |            |
| 2019   | Annie Toth             | 2:16:05,33 |
| 2018   | Flavia Oliveira        | 2:16:26,23 |
| 2017   | Mara Abbott            | 2:16:35    |
| 2016   | Annie Toth             | 2:17:40    |
| 2015   | Mara Abbott            | 2:19:16    |
| 2014   | Mara Abbott            | 2:14:12    |
| 2013   | Annie Toth             | 2:19:30    |
| 2012   | Tammy Jacques-Grewal   | 2:08:08    |
| 2011   | Tammy Jacques-Grewal   | 2:13:24    |
| 2010   | Tammy Jacques-Grewal   | 2:15:07    |
| 2009   | Jennifer Slawta        | 2:15:58    |
| 2008   | Jeannie Longo-Ciprelli | 2:10:10    |
| 2007   | Michelle Steiner       | 2:22:04    |
| 2006   | Mara Abbott            | 2:11:55    |
| 2005   | Mara Abbott            | 2:20:10    |
| 2004   | Ann Trombley           | 2:19:03    |
| 2003   | Allison Lusby          | 2:09:29    |
| 2002   | Kimberly Bruckner      | 2:05:31    |
| 2001   | Karen Bockel           | 2:22:15    |
| 2000   | Kimberly Bruckner      | 2:09:00    |
| 1999   | Emily Robbins          | 2:09:58    |
| 1998   | Jeannie Longo-Ciprelli | 1:59:19    |
| 1997   | Julie Hudetz           | 2:18:22    |
| 1996   | nicht ausgetragen      |            |
| 1995   | Linda Jackson          | 2:13:28    |
| 1994   | Eve Stephenson         | 2:25:43    |
| 1993   | Jan Bolland            | 2:32:21    |
| 1992   | Linda Brenneman        | 2:15;24    |
| 1991   | Darien Raistrick       | 2:23:10    |
| 1990   | Darien Raistrick       | 2:13:59    |
| 1989   | nicht ausgetragen      |            |
| 1988   | Darien Raistrick       | 2:19:46    |
| 1987   | Vanessa Brines         | 2:26:03    |
| 1986   | Catherine Porter       | 2:22:58    |
| 1985   | Barb Dolan             | 2:15:58    |
| 1984   | Denise Yamagishi       | 2:23:45    |
| 1983   | Ann Chernoff           | 2:24:37    |
| 1982   | Jan DeYoung            | 2:28:33    |
| 1981   | Martha Stafford        | 2:29:54    |
| 1980   | Margaret Nettles       | 2:41:10    |
| 1979   | nicht ausgetragen      |            |
| 1978   | Margaret Nettles       | 1:18:44    |
| 1977   | kA                     |            |
| 1976   | Robin Deily            | 2:44:58    |